# Tore Gustafsson
Lars Tore Gustafsson, född 11 februari 1962 i Härlanda församling i Göteborg, är en svensk före detta friidrottare.

## Biografi
Gustafsson tävlade i slägga för Mölndals AIK (fram till och med år 1994) och sedan Rånäs 4H och var aktiv under hela 1980-talet och första halvan av 1990-talet. Under denna period höjde han, tillsammans med Kjell Bystedt, successivt det svenska rekordet med nästan 10 meter. Gustafssons första rekordnotering kom i april 1985 vid en tävling i USA där han kastade 75,50. Hans längsta kast i karriären, det enda över 80-metersgränsen, kom drygt 4 år senare vid en tävling i Villmanstrand i Finland, 80,14 - ett resultat som fortfarande gäller som svenskt rekord.
Gustafsson har representerat Sverige vid flera mästerskap.
SM vann han nio gånger (1985-1986, 1988-1990 samt 1992-1995).
Han blev Stor Grabb nr 366 år 1987. Efter att ha lagt av med friidrotten har Gustafsson satsat på en civil karriär som kiropraktor och är idag verksam vid en egen klinik i Kalifornien, USA.

## Meriter

### Mästerskapsplaceringar
- EM 1986 - 12:e plats
- VM 1987 - utslagen i kval
- OS 1988 - 11:e plats
- EM 1990 - utslagen i kval
- OS 1992 - utslagen i kval
- VM 1993 - utslagen i kval
- EM 1994 - utslagen i kval
- VM 1995 - utslagen i kval
- OS 1996 - utslagen i kval

### Rekordnoteringar[3]
Den 13 april 1985 slog han Kjell Bystedts svenska rekord (74,62 från 1984) med ett kast på först 74,82 och sedan 75,50 i Pullman, USA.
Han förbättrade sitt rekord den 5 april 1986 genom att (i Corvallis) kasta 76,30. Senare samma år förbättrade han rekordet ytterligare två gånger (i Pullman igen); först kastade han den 19 april 77,24 och sedan 10 maj 77,76.
Året därpå (1987) lyckades han med en förbättring, den 23 maj i Provo kastade han 78,36.
Den 21 maj 1988 kastade han 78,48 (nytt rekord), men fick se sig förlora rekordet till Kjell Bystedt (78,64 den 6 augusti).
Påföljande år återtog han dock rekordet. Han kastade 78,66 i Järvsö den 24 juni; han ökade till 79,46 den 29 juni i Västerås. Och, till slut blev han förste svensk över 80 meter med ett kast på 80,14, utfört den 4 juli i Villmanstrand. Detta rekord står fortfarande.